# Фазылбекова, Мунавара
Фазылбекова Мунавара (1923—1942) — медсестра, участница Великой Отечественной войны 1941—1945 гг, погибшая, спасая раненных в бою солдат.

## Подвиг
Мунавара Фазылбекова родилась в 1923 году в селе Старо-Уразаево Балтачевского района БАССР.
До Великой Отечественной войны работала заведующей Шавьядинским фельдшерским пунктом Балтачевского района.
25 августа 1942 года в бою под Ростовом у села Скацерск медицинская сестра Мунавара Фазылбекова перевязывала раненых, готовила их к отправке в госпиталь. Вдруг она заметила, что приближается вражеский танк и вот-вот раздавит землянку, в которой она находилась с ранеными бойцами. Медсестра схватила гранату и бросилась под танк. Очевидцы подвига рассказали, что танку оставалось буквально несколько метров до их блиндажа, но его остановила хрупкая девушка, которой было всего лишь 19 лет, ценой своей жизни. Так были спасены жизни десятков наших бойцов. Об этом рассказала ее однополчанка Т. Галимьянова, проживающая в селе Балтачево

## Память
Уразаевцы помнят о подвиге смелой односельчанки. В аллее Славы с. Балтачево намереваются поставить скульптуру Мунавары Фазылбековой. Ее земляки Ханис Хазимов и Риф Гарипов написали книгу «Уразай и уразаевцы» (баш. Уразай һәм уразайлылар), где описывается и подвиг Мунавары Фазылбековой..